# گاز (فیلم ۱۹۸۱)
گاز (انگلیسی: Gas) فیلمی است که در سال ۱۹۸۱ منتشر شد. از بازیگران آن می‌توان به حاوی ماندل، استرلینگ هایدن، هلن شیور و دونالد ساترلند اشاره کرد.